# Schizotetranychus beckeri
Schizotetranychus beckeri är en spindeldjursart som beskrevs av Wainstein 1958. Schizotetranychus beckeri ingår i släktet Schizotetranychus och familjen Tetranychidae. Inga underarter finns listade i Catalogue of Life.